# Quedius plagiatus
Quedius plagiatus är en skalbaggsart som beskrevs av Mannerheim 1843. Quedius plagiatus ingår i släktet Quedius, och familjen kortvingar. Arten är reproducerande i Sverige.